# Cranford (New Jersey)
Cranford is een plaats (census-designated place) in de Amerikaanse staat New Jersey, en valt bestuurlijk gezien onder Union County.

## Demografie
Bij de volkstelling in 2000 werd het aantal inwoners vastgesteld op 22.578.

## Geografie
Volgens het United States Census Bureau beslaat de plaats een oppervlakte van
12,6 km², waarvan 12,5 km² land en 0,1 km² water.

## Geboren
- Maria Dizzia (29 december 1974), actrice

## Plaatsen in de nabije omgeving
De onderstaande figuur toont nabijgelegen plaatsen in een straal van 4 km rond Cranford.